# Сан Мартино ал Таляменто
Сан Мартѝно ал Талямѐнто (на италиански: San Martino al Tagliamento; на фриулски: San Martin dal Tiliment, Сан Мартин дал Тилимент) е село и община в Северна Италия, провинция Порденоне, автономен регион Фриули-Венеция Джулия. Разположено е на 71 m надморска височина. Населението на общината е 1556 души (към 2010 г.).